# Exam.jur.
Exam.jur. (lat: examinatus/examinata juris - én, som har bestået eksamen i retsvidenskab) blev oprindeligt indført i 1736 som komplementæruddannelse til cand.jur. Exam.jur. var anderledes ved ikke at forudsætte en studentereksamen eller latinkundskaber, og blev derfor også betegnet "dansk jurist". Denne form for exam.jur. blev afskaffet i 1936.
Sidenhen indgik betegnelsen exam.jur. på lige fod med exam.art. og exam.scient. - altså som betegnelse for en person, der havde bestået eksamen på niveauet første del (af studiet), hvilket for juridiske studerende svarede til 1.årsprøven samt det obligatoriske økonomiske element.
Titlen exam.jur. er i vidt omfang gået af brug siden 1995, idet den ikke er relevant under den angelsaksiske uddannelsesstruktur. Ikke desto mindre er betegnelsen ikke afskaffet.